# Fülöpjakab
Fülöpjakab község Bács-Kiskun vármegye Kecskeméti járásában.

## Fekvése
Kecskemét és Kiskunfélegyháza között helyezkedik el, utóbbihoz közelebb.
A szomszédos települések: észak felől Városföld, északkelet felől Kunszállás, dél felől Bugac, nyugat felől Jakabszállás, északnyugat felől pedig Kecskemét Matkó nevű külterületi városrésze.

### Megközelítése
Csak közúton érhető el, Kiskunfélegyháza és Jakabszállás felől az 5302-es, Városföld-Kunszállás felől pedig az 5401-es úton.

## Története
A 18. és 19. században a mai község területe Jakabszállás pusztának az a része volt, melyet a jászkun redemptio idejétől eredetileg Fülöpszállás birtokolt. A 19. század végétől Kiskunfélegyházához tartozott, majd 1952-től Kunszállás része lett.
1989-ben alakult önálló községgé.

## Közélete

### Polgármesterei
- 1990–1994: Csáki Béla (független)[3]
- 1994–1998: Csáki Béla (független)[4]
- 1998–2002: Csáki Béla (MDF)[5]
- 2002–2006: Csáki Béla (független)[6]
- 2006–2010: Csáki Béla (független)[7]
- 2010–2014: Csáki Béla (független)[8]
- 2014–2019: Szénási Zoltán (független)[9]
- 2019–2024: Bodor Sándor (független)[10]
- 2024– : Bodor Sándor (független)[1]

## Népesség
A település népességének változása:
| Lakosok száma | 1164 | 1161 | 1112 | 1149 | 1172 | 1161 | 1162 |
|               | 2013 | 2014 | 2018 | 2021 | 2022 | 2023 | 2024 |

A 2011-es népszámlálás során a lakosok 93,2%-a magyarnak, 1% németnek, 0,2% örménynek mondta magát (6% nem nyilatkozott; a kettős identitások miatt a végösszeg nagyobb lehet 100%-nál). A vallási megoszlás a következő volt: római katolikus 78,9%, református 3,4%, görög katolikus 0,3%, felekezeten kívüli 6,8% (10,3% nem nyilatkozott).
2022-ben a lakosság 90,4%-a vallotta magát magyarnak, 0,4% németnek, 0,3% cigánynak, 0,1-0,1% ukránnak, szlováknak, szerbnek és bolgárnak, 2,7% egyéb, nem hazai nemzetiségűnek (8,9% nem nyilatkozott; a kettős identitások miatt a végösszeg nagyobb lehet 100%-nál). Vallásuk szerint 45,2% volt római katolikus, 1,4% református, 0,1% evangélikus, 0,1% görög katolikus, 0,6% egyéb keresztény, 1,7% egyéb katolikus, 6,5% felekezeten kívüli (44,3% nem válaszolt).

## Képek

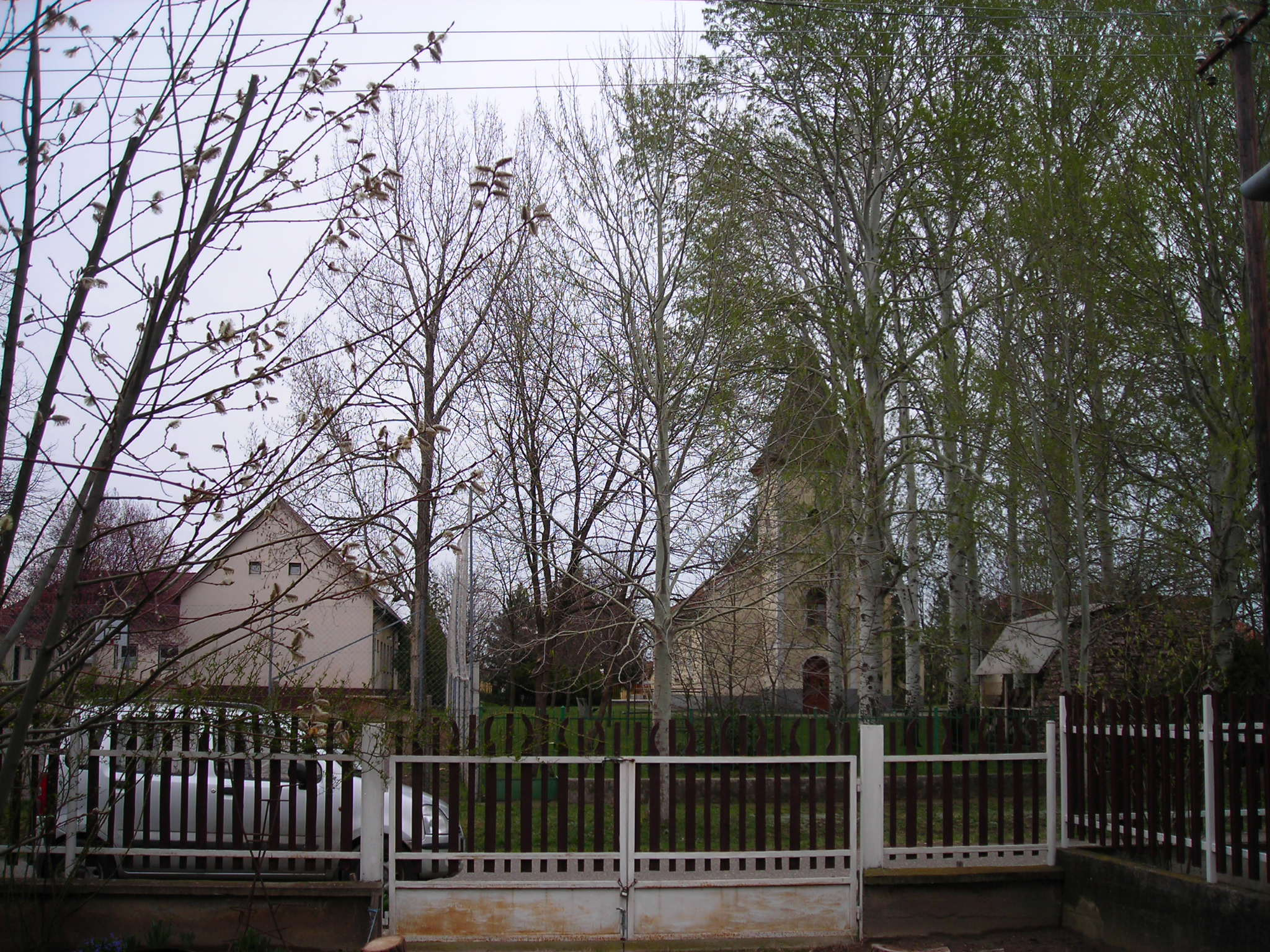
Fülöpjakabi templom és iskola
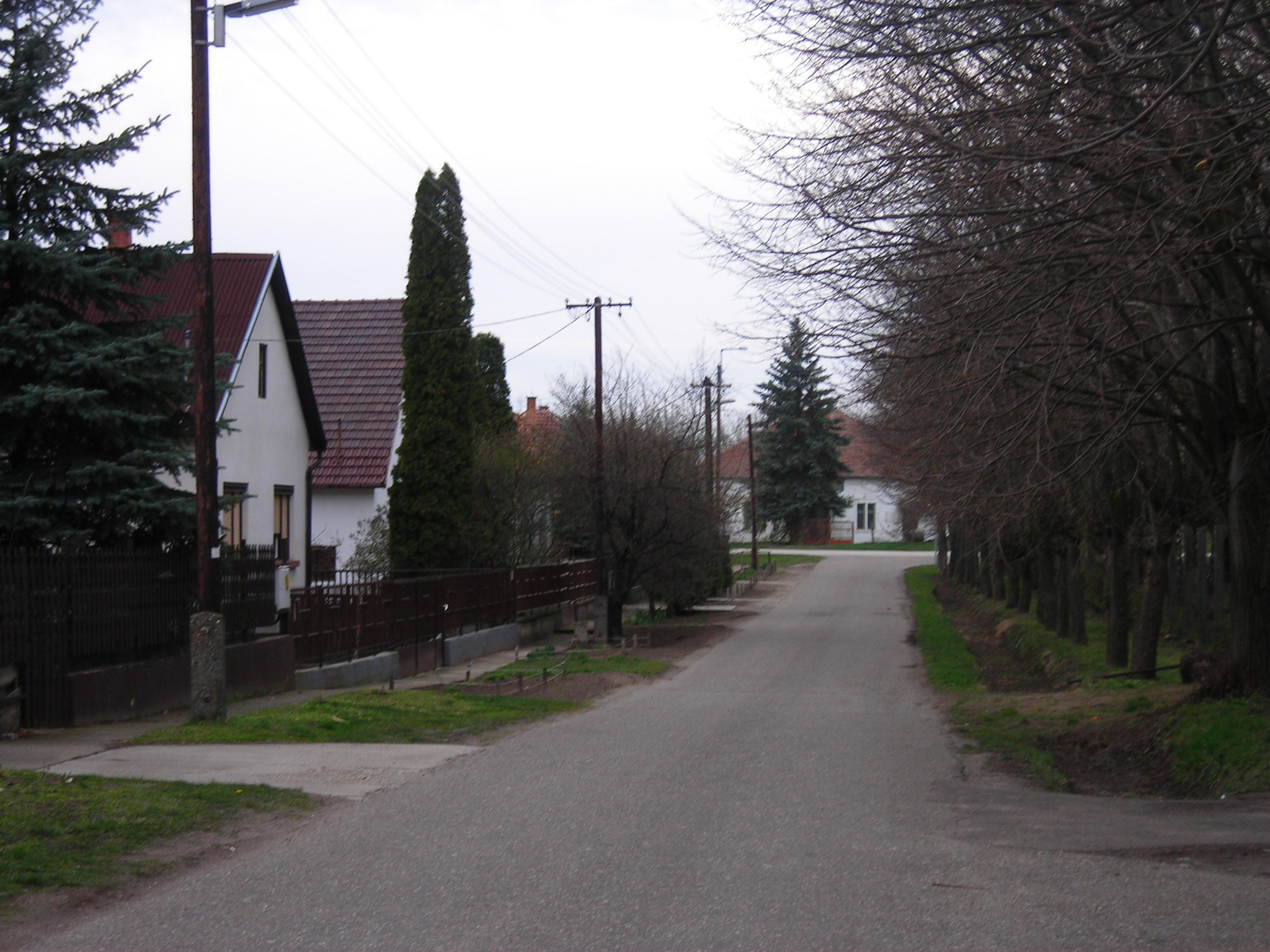
Fülöpjakabi utcakép
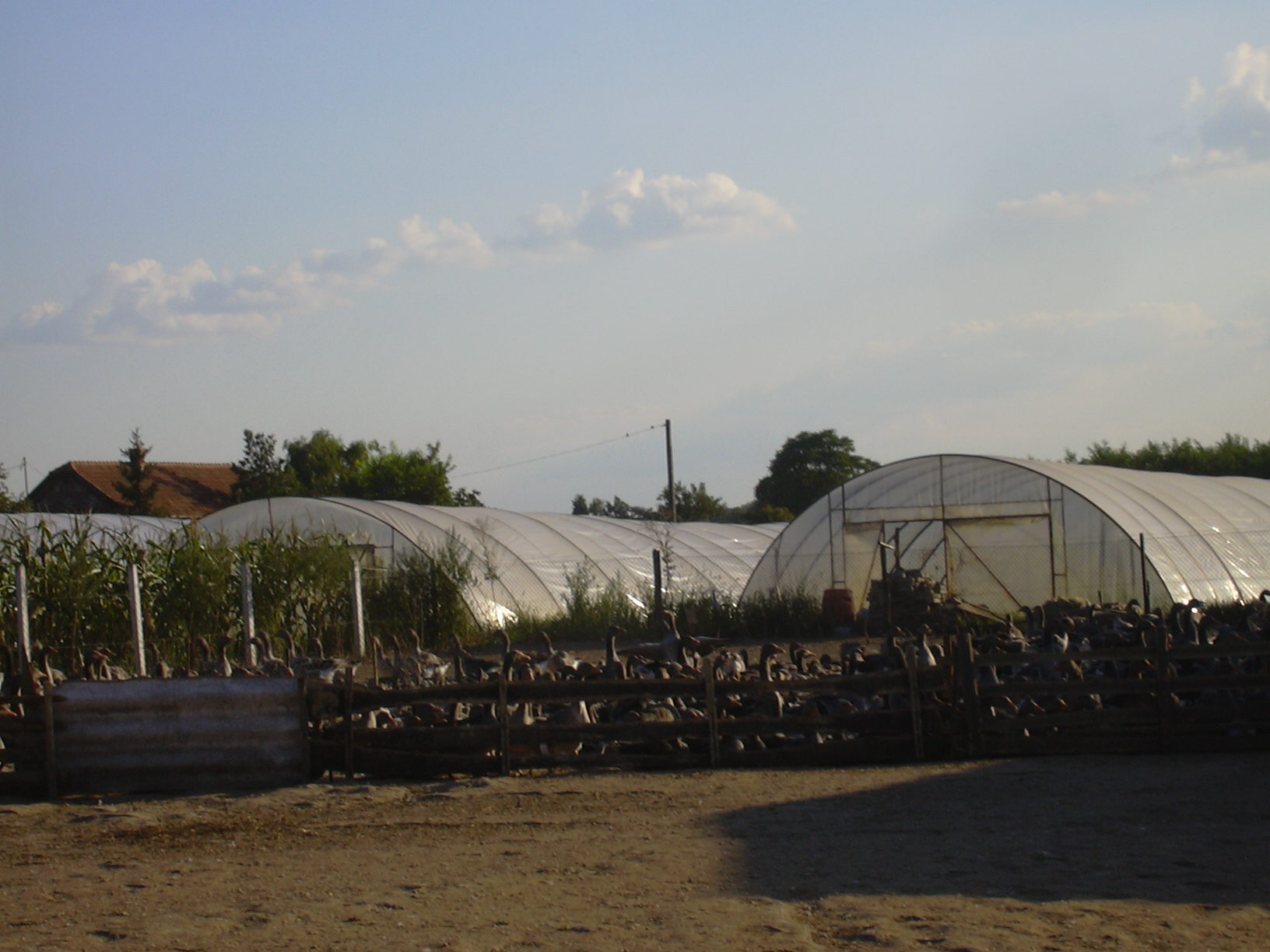
Libatelep Fülöpjakabon
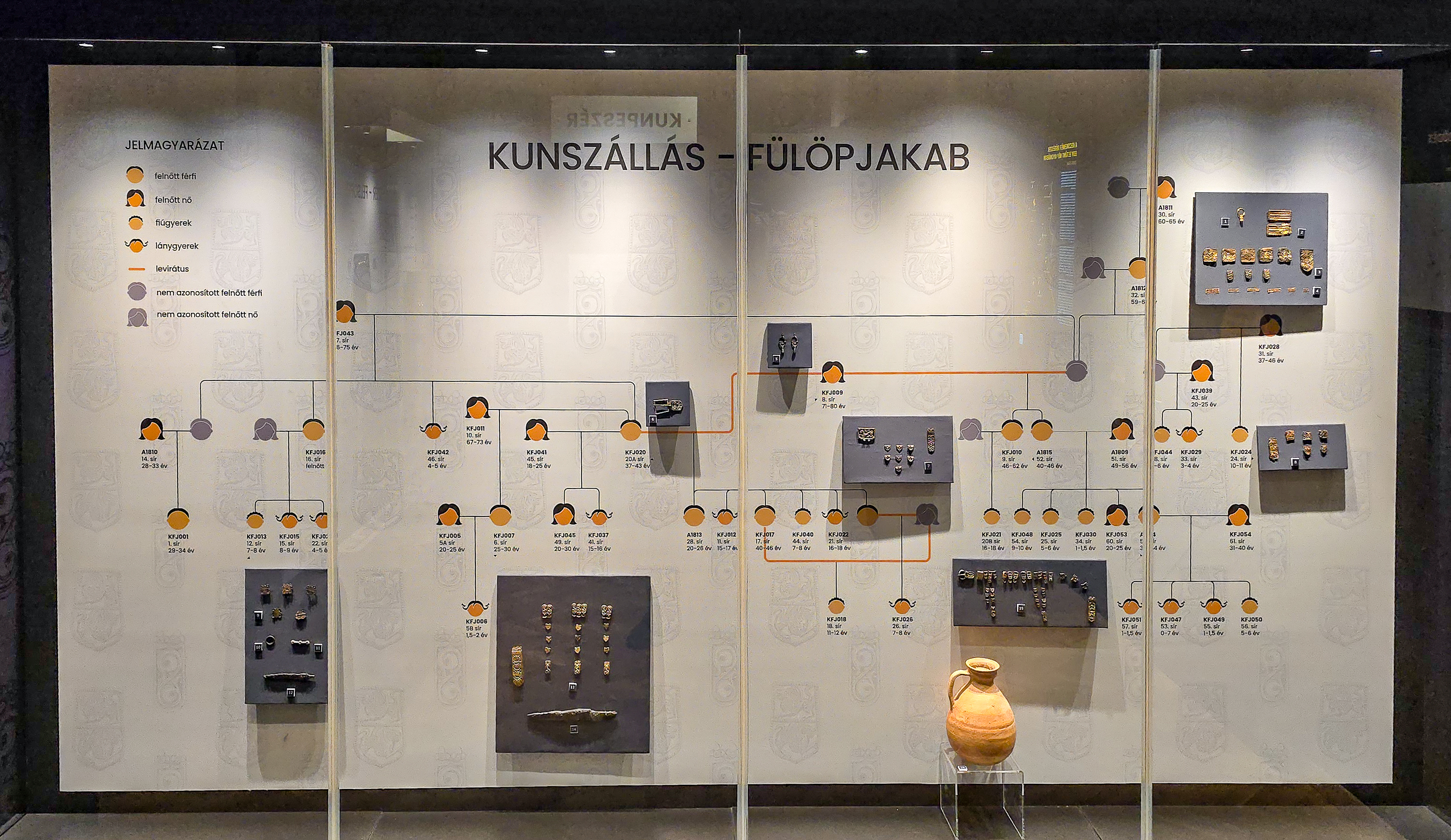
Tabló a Kecskeméti Katona József Múzeumban fülöpjakabi avar leletekről, korabeli rokonsági viszonyokról